# Osmerus dentex
Osmerus dentex is een soort van de straalvinnige vissen uit de familie van de spieringen (Osmeridae). De wetenschappelijke naam van de soort is voor het eerst geldig gepubliceerd in 1870 door Steindachner & Kner.